# 卡利古拉

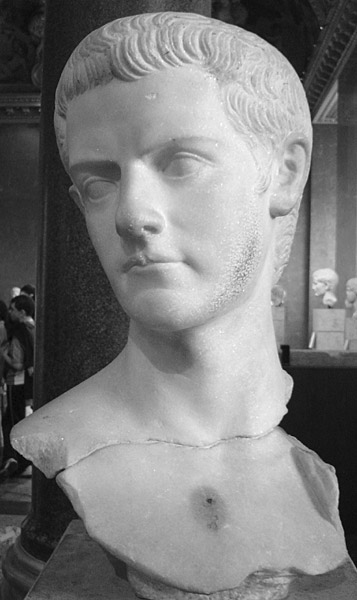
卡利古拉

蓋烏斯·尤利烏斯·凱撒·奧古斯都·日耳曼尼庫斯（拉丁語：Gaius Julius Caesar Augustus Germanicus，12年8月31日—41年1月24日），羅馬帝國第三任皇帝，後世史學家常稱其為卡利古拉（拉丁語：Caligula）。卡利古拉是他自童年起的外號，意為「小軍靴」，源於他嬰兒時代隨其父日耳曼尼庫斯屯駐日爾曼前線時士兵為他穿上的兒童款軍靴。
卡利古拉被認為是羅馬帝國早期的典型暴君。他建立恐怖統治，神化皇權，行事荒唐。由於他好大喜功，大肆興建公共建築、不斷舉行各式大型歡宴，帝國的財政急劇惡化。後來他企圖以增加各項苛捐賦稅來減緩財務危機，引起所有階層的怨恨。41年，卡利古拉被近衛軍大隊長卡西烏斯·卡瑞亞刺殺身亡。

## 早年
卡利古拉是承繼於屋大維所屬的「尤利烏斯·克勞狄王朝」。他的父親是當時相當受到軍民一致愛戴的日耳曼尼庫斯·凱撒，母親則是屋大維的孫女大阿格里庇娜。日耳曼尼庫斯與大阿格里庇娜生有九位子女，其中六人養育成年：三個兒子為尼祿、德魯蘇斯、卡利古拉；三個女兒為利維亞、德魯西拉、小阿格里庇娜。
公元14年屋大維逝世，繼子提貝里烏斯繼任皇帝，提貝里烏斯將姪子日耳曼尼庫斯過繼為子，代表著皇位繼承人的宣告。提貝里烏斯當政不受人民歡迎，於是人們普遍希望日耳曼尼庫斯能夠順利地就任皇帝。但日耳曼尼庫斯於公元19年病死，人民便將自己的情緒投射到日耳曼尼庫斯的三個兒子上。提貝里烏斯統治後期，宮廷鬥爭迭起，大阿格里庇娜遭到流放，其子尼祿與德魯蘇斯也分別受到流放與監禁身亡，卡利古拉則是在其19歲那年，奉召到了卡普里島陪伴提貝里烏斯，就近監視。
卡利古拉在提貝里烏斯身邊時，對名義上的「祖父」提貝里烏斯百依百順，從未提起過自己親人所遭受的不幸，他以驚人的偽裝來應付自己本人所受到的虐待。古羅馬作家蘇埃托尼烏斯曾諷刺地說道「從沒有見過比他更好的奴僕，或比他更糟糕的主人了」。
公元37年，提貝里烏斯以79歲的高齡過世。此時的皇室近親男性成員當中，只剩下卡利古拉與提貝里烏斯一個未成年的孫子「小提貝里烏斯」。因此，他是在大多數行省居民與士兵的期盼下登上皇位，而羅馬市民也懷念他的父親，並同情他那幾乎滅絕的家族。當他從米塞努姆啟程來到羅馬時，一路上都有人民設置聖壇歡迎他。
但是，卡利古拉本人的情感史却很复杂且丰富。传说他与妹妹德鲁西拉乱伦。

## 皇帝卡利古拉

### 初期執政
雖然提贝里乌斯的遺囑中指名，讓卡利古拉與小提比略為他的共同繼承人。但羅馬元老院卻一致地將第一公民的所有特權，全都給予了卡利古拉一個人獨享。在人民歡欣鼓舞的氣氛下，厚葬了前任皇帝，並將他母親與兄弟的骨灰運回羅馬，召回他的姊妹小阿格里庇娜，赦免所有過去遭到流放的人。他將「奧古斯塔」的稱號送給了自己的祖母安東尼亞，將小提比略過繼為自己的兒子。他還當眾焚毀了前朝的告密文件，表明他心胸坦蕩，不願聽取告密。
他仔細卻非嚴苛地審查了騎士的名單，並對犯了小過失的人施與寬容。他在義大利本國內取消了物品的拍賣稅。他還打算恢復人民大會，把共和時期選舉國家官員的權力歸還給它。他兩次慷慨地分發給每位公民300塞斯特爾提烏斯，兩次為元老和騎士等級的家屬舉辦豐盛的宴席。卡利古拉親身表明他鼓勵一切好的榜樣。
他完成了羅馬的幾項公共工程，包括奧古斯都神廟和龐培劇院。在敘拉古，他修繕了年久毀壞的城牆和衆多神廟。他經常舉辦角鬥比賽、馬車比賽以及各式各樣的舞臺演出，並獲得了人民的普遍愛戴。

### 轉向殘暴
在斐洛的著作《晉見蓋烏斯（Legatio ad Gaium）》中提到，卡利古拉在37年10月生了一場重病。病癒之後不久，他就與元老階層決裂，並展開了一連串倒行逆施的政策與殘暴的統治。卡利古拉最親暱的姊妹德魯西拉病死，更令他的性情大變。原先古羅馬的執政者只有在死後才被奉為神明，但卡利古拉命令將希臘運來的諸神雕像，去掉它們的頭部，換上卡利古拉自己的頭像，並要求人們經過時必須向他自己的神像致敬；卡利古拉自命為神，告訴眾人他常受諸神邀請到天庭生活。
卡利古拉下令毒死小提比略，強迫自己的岳父西拉努斯自裁。他常在宴會中看上元老議員的妻子或情婦，便將她帶回自己家裡，之後再拋棄對方。他還處死了曾經幫助自己登基的馬克羅，流放自己的姊妹小阿格里庇娜。並經常藉故羞辱、或以殘忍的方式折磨或虐殺元老議員，剝奪許多羅馬最高貴家族的古老的高貴標誌。他經常公開地痛駡所有的元老院議員。他拿出以前銷毀的告密資料的副本，指控他們過去背叛的一切可恥行徑，他甚至任命自己的坐騎為執政官。
他憑著一時衝動，突然萌生征服日耳曼的念頭。於是他立即從各地集結軍團和輔助軍團，在行省各地徵稅，並且以前所未有的規模籌集各種軍需供應品。除了不列顛南部的一位國王向他投降之外，在未進行真正的戰爭之前，他就打消了進軍的念頭。他還回想起提比略即位之初日耳曼軍團的譁變，當時的軍隊曾經攻擊過他的父親與年幼的自己，於是他想對軍團實行「十一抽殺」的殘酷手法作為報復；後來士兵們得知消息打算反抗，卡利古拉才作罷，但此舉無疑使卡利古拉失去了軍隊的支持。後來他還是吹捧自己的戰功，以「小凱旋式」回到了羅馬城。
卡利古拉窮極豪奢的許多措施，讓過去由提比略累聚的27億塞斯特爾提烏斯國庫，在一年之內耗費一空。於是卡利古拉便想出各種方式來斂財。他取消了羅馬公民權能夠傳予後代的法律，限制行省人民、獲釋奴隸僅能將公民權給予「第二代」，藉以增加繳稅的人口。他要求人民在遺囑中必須將皇帝列為遺產受贈人之一，否則該遺囑便無效力。他還默許各式的誣告構陷，並以法庭判決沒收被訴者的財產。卡利古拉將奧古斯都與提比略宮內的擺設拿出來拍賣，並派出近衛軍隊長徵收一切商品交易的稅捐，甚至連搬運工人、妓女（溯及既往）也全得繳稅。這些措施公布之後，使得卡利古拉喪失了一般人民的民心。

## 遇刺身亡
由於卡利古拉的癲狂和掠奪，激起了多次的謀刺行動。皇帝近衛軍的大隊長卡西烏斯·卡瑞亞，曾在先前的場合中，受到卡利古拉以言語侮辱——卡瑞亞年輕時曾在戰場上受傷導致陽具殘廢，卡利古拉曾以「繆圖納斯（Priapus）」（羅馬神話中長有碩大陽具的生育之神）諷刺他，令他懷恨在心。41年1月24日中午，當卡利古拉打算去用午餐，走在宮廷的長廊時，卡瑞亞與另一位隊長科涅利烏斯·薩賓努斯上前，合力刺殺了卡利古拉，並將他的妻子卡桑尼婭與年幼的女兒尤莉亞·德魯西拉一併殺死。
卡利古拉得年僅29歲，在位3年10個月8天，是在位最短的羅馬皇帝之一。他的屍體被暗殺者們悄悄地運出，在倉促準備的火葬堆上燒了一半便加以掩埋。後來軍方擁立了他的親戚克勞狄烏斯一世復辟帝政，他的遺體被掘挖出來，重新火化並加以安葬。

## 關於卡利古拉的作品
- 《卡利古拉》（1944），作者：卡謬（Albert Camus），劇作作品。
- 《羅馬帝國艷情史》（1979），導演：丁度·巴拉斯，主演：麥坎·邁道爾。美國、義大利合拍電影。
- 《羅馬帝國艷情史2（英语：Caligula... The Untold Story）》（1982），導演：乔·达马托，義大利電影。

## 外部連結
- . BBC - History.   [2010-04-17]. （原始内容存档于2007-03-06） （英语）.